# Carmella (wrestler)
Leah Van Dale, meglio conosciuta con il ring name Carmella (Worcester, 23 ottobre 1987), è una wrestler e modella statunitense.
Ha detenuto una volta lo SmackDown Women’s Championship e quattro volte il 24/7 Championship, una volta il Women's Tag Team Championship con Queen Zelina; ha inoltre vinto il primo Women's Money in the Bank (edizione 2017 e la seconda edizione del Mixed Match Challenge (con R-Truth).

## Biografia
Leah Van Dale è nata in una piccola città fuori Worcester, Massachusetts. Si è laureata all'università di Rhode Island e in seguito si è trasferita nell'università di Massachusetts Dartmouth, dove si è laureata in marketing. Dopo essersi laureata, diventa una cheerleader per i New England Patriots per tre mandati, terminati nel 2010. Fece un provino per la squadra di danza dei Los Angeles Lakers, venendo presa, apparendo come una Los Angeles Laker Girl dal 2010 al 2011. Van Dale è apparsa in diverse riviste, tra cui Esquire, Maxim e Muscle and Fitness. In passato è stata un'istruttrice di fitness e personal trainer.

## Carriera

### WWE (2013-2025)

#### Manager di Enzo & Cass (2013-2016)

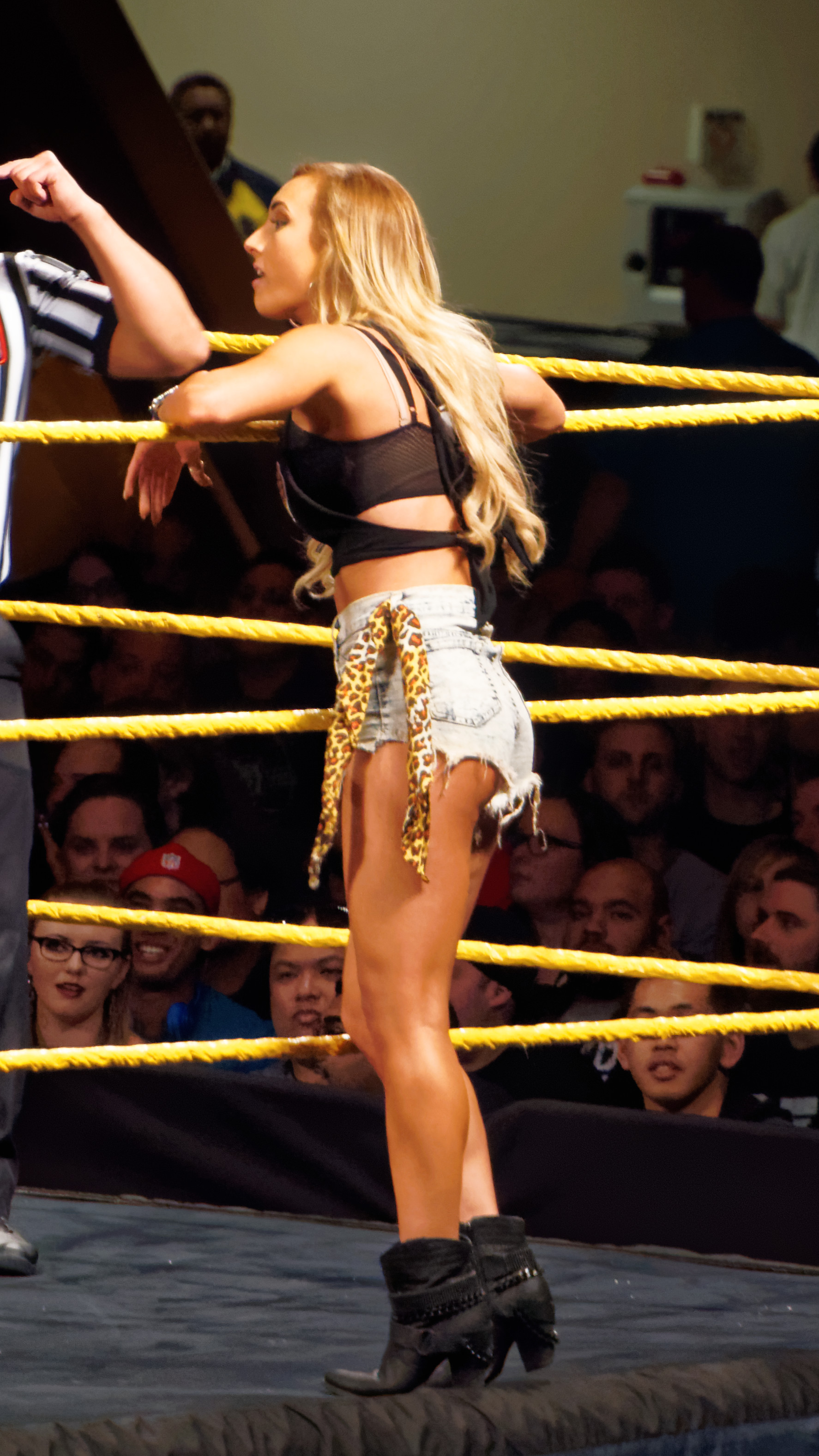
Carmella nel 2015

Van Dale firma un contratto con la WWE nel giugno 2013 e viene mandata nel territorio di sviluppo di NXT nel mese di settembre. Fa il suo debutto televisivo nella puntata di NXT del 4 settembre 2014, interpretando una parrucchiera in un segmento insieme ad Enzo Amore e Colin Cassady, stabilendosi come cattiva. Nella puntata di NXT del 16 ottobre, avviene il suo debutto sul ring, presentandosi come la Principessa di Staten Island, battendo Blue Pants per sottomissione.
Nella puntata di NXT del 13 gennaio 2016, ha preso parte ad una 11-Women Battle Royal per determinare la prima sfidante all'NXT Women's Championship detenuto da Bayley, vincendo la contesa eliminando per ultima Eva Marie, conquistandosi un match titolato. Nella puntata di NXT del 25 maggio, Carmella ha preso parte ad un Triple threat match che includeva anche Alexa Bliss e Nia Jax per determinare la prima sfidante all'NXT Women's Championship,  vinto dalla Jax.

#### Varie faide (2016-2017)
Con la Draft Lottery avvenuta nella puntata di SmackDown del 19 luglio, è stata promossa nel main roster e assegnata a SmackDown. Carmella ha fatto il suo debutto ufficiale nella puntata di SmackDown del 9 agosto sconfiggendo Natalya. Nella puntata di SmackDown del 16 agosto, Carmella e Becky Lynch hanno sconfitto Natalya e Alexa Bliss. Il 21 agosto, a SummerSlam, Carmella ha fatto il suo debutto in pay-per-view venendo sconfitta, assieme a Becky Lynch e Naomi, da Natalya, Alexa Bliss e la rientrante Nikki Bella in un Six-Woman Tag Team match.
Nella puntata di SmackDown del 23 agosto, passa dalla parte dei cattivi attaccando brutalmente Nikki Bella prima del match che avrebbe dovuto avere con lei. L'11 settembre, a Backlash, Carmella ha partecipato ad un Six-Pack Challenge Elimination match per l'assegnazione dello SmackDown Women's Championship insieme a Nikki Bella, Naomi, Natalya, Alexa Bliss e Becky Lynch, ma il titolo è stato vinto da quest'ultima. Nella puntata di SmackDown del 13 settembre, Carmella ha partecipato ad un Fatal 5-Way match insieme a Naomi, Natalya, Nikki Bella e Alexa Bliss per determinare la contendente nº1 allo SmackDown Women's Championship di Becky Lynch, ma il match è stato vinto dalla Bliss. Nella puntata di SmackDown del 20 settembre, Carmella e Natalya sono state sconfitte da Naomi e Nikki Bella per squalifica. Nella puntata di SmackDown del 27 settembre, Carmella e Natalya hanno sconfitto Naomi e Nikki Bella. Nella puntata di SmackDown del 4 ottobre, Carmella e Alexa Bliss hanno sconfitto Becky Lynch e Nikki Bella. Il 9 ottobre, a No Mercy, Carmella è stata sconfitta da Nikki Bella. Nella puntata di SmackDown dell'11 ottobre, Carmella è stata sconfitta da Naomi a causa dell'intervento di Nikki Bella. Nella puntata di SmackDown del 1º novembre, Carmella e Alexa Bliss hanno sconfitto Becky Lynch e Nikki Bella. Nella puntata di SmackDown 900 Live! del 15 novembre, il match tra Carmella e Nikki Bella è terminato in no-contest. Il 20 novembre, a Survivor Series, Carmella ha preso parte al 5-on-5 Traditional Survivor Series Women's Elimination match come parte del Team SmackDown contro il Team Raw ma è stata eliminata subito da Alicia Fox, mentre il Team Raw ha vinto l'incontro. Il 4 dicembre, a TLC: Tables, Ladders & Chairs, Carmella è stata sconfitta da Nikki Bella in un No Disqualification match. Nella puntata di SmackDown del 13 dicembre, Carmella ha sconfitto Natalya.

#### Alleanza con James Ellsworth (2017-2018)

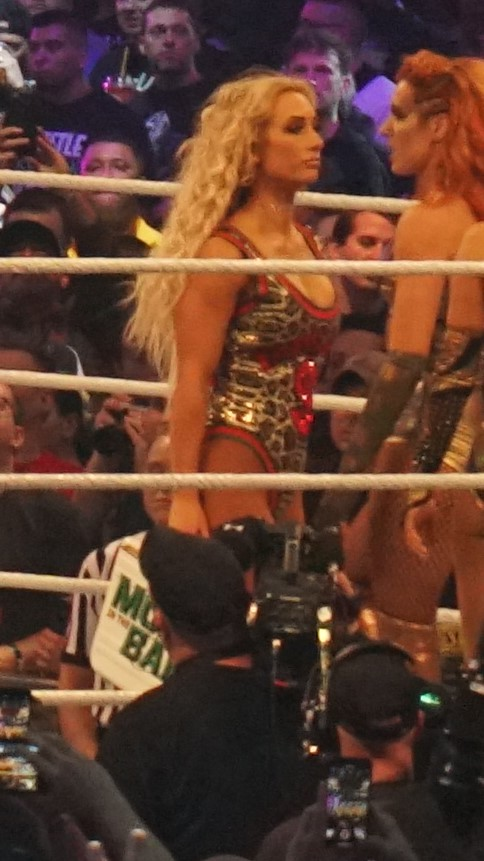
Carmella nel 2018

Dopo essersi alleata con James Ellsworth, Carmella ha sconfitto Aliyah (atleta di NXT) nella puntata di SmackDown del 3 gennaio 2017. Nella puntata di SmackDown del 10 gennaio, Carmella ha sconfitto la jobber CJ Lunge. Nella puntata di SmackDown del 31 gennaio, Carmella ha sconfitto la jobber Delilah Dawson grazie all'intervento scorretto di James Ellsworth. Nella puntata di SmackDown del 7 marzo, Carmella e James Ellsworth sono stati sconfitti in pochissimo tempo da John Cena e Nikki Bella in un Mixed Tag Team match. Nella puntata di SmackDown del 21 marzo, Carmella ha sconfitto Becky Lynch per squalifica a causa dell'intervento di Natalya. Nella puntata di SmackDown del 28 marzo, Carmella ha affrontato Becky Lynch ma il match è terminato in no-contest; Carmella e la SmackDown Women's Champion Alexa Bliss hanno sconfitto Becky Lynch e Mickie James grazie all'intervento di James Ellsworth. Il 2 aprile, a WrestleMania 33, Carmella ha partecipato ad un Six-Pack Challenge match match per lo SmackDown Women's Championship che includeva anche la campionessa Alexa Bliss, Becky Lynch, Mickie James, Naomi e Natalya, ma è stata Naomi a vincere il match e il titolo. Nella puntata di SmackDown del 2 maggio, Carmella e Natalya hanno sconfitto Charlotte Flair e Naomi. Nella puntata di SmackDown del 16 maggio, Carmella ha sconfitto la SmackDown Women's Champion Naomi in un match non titolato. Il 21 maggio, a Backlash Carmella, Natalya e Tamina hanno sconfitto Becky Lynch, Charlotte Flair e Naomi. Nella puntata di SmackDown del 23 maggio, Carmella e Natalya sono state sconfitte da Becky Lynch e Charlotte Flair. Nella puntata di SmackDown del 6 giugno Carmella, Natalya e Tamina hanno sconfitto Becky Lynch, Charlotte Flair e Naomi grazie all'intervento della debuttante Lana.
Il 18 giugno, a Money in the Bank, Carmella ha vinto l'omonima valigetta nell'omonimo Ladder match sconfiggendo Becky Lynch, Charlotte Flair, Natalya e Tamina grazie all'aiuto di James Ellsworth, il quale ha preso lui stesso la valigetta e l'ha consegnata alla ragazza. Per questo motivo, infatti, nella puntata di SmackDown del 20 giugno il General Manager Daniel Bryan ha revocato la vittoria di Carmella e annunciando che il Money in the Bank Ladder match sarebbe stato ripetuto la settimana successiva. Nella puntata di SmackDown del 27 giugno, Carmella ha sconfitto nuovamente Becky Lynch, Charlotte Flair, Natalya e Tamina nel Money in the Bank Ladder match, diventando l'indiscussa detentrice della valigetta. Nella puntata di SmackDown del 1º agosto, Carmella e Natalya sono state sconfitte da Becky Lynch e Naomi. Nella puntata di SmackDown dell'8 agosto, Carmella ha sconfitto Naomi in un match non titolato grazie all'intervento del rientrante James Ellsworth. Nella puntata di SmackDown del 22 agosto, Carmella e Natalya sono state sconfitte da Becky Lynch e Naomi. Nella puntata di SmackDown del 5 settembre, Carmella è stata sconfitta dalla SmackDown Women's Champion Natalya. Nella puntata di SmackDown del 26 settembre, Carmella è stata sconfitta da Charlotte Flair. Nella puntata di SmackDown del 3 ottobre, Carmella e Natalya hanno sconfitto Becky Lynch e Charlotte Flair. Nella puntata di SmackDown del 10 ottobre, Carmella è stata sconfitta da Becky Lynch. Nella puntata di SmackDown del 24 ottobre, Carmella ha partecipato ad un Fatal 5-Way match che includeva anche Becky Lynch, Charlotte Flair, Naomi e Tamina con in palio la possibilità di diventare il capitano del Team femminile di SmackDown per Survivor Series, ma il match è stato vinto da Becky. Nella puntata di SmackDown del 7 novembre, James Ellsworth è stato sconfitto da Becky Lynch e, nel post match, Carmella lo ha colpito con un Superkick, segnando di fatto la fine della loro collaborazione. Il 19 novembre, a Survivor Series, Carmella ha preso parte al 5-on-5 Traditional Survivor Series Women's Elimination match contro il Team Raw ma è stata eliminata da Asuka, mentre il suo team è stato sconfitto. Il 14 dicembre, a Tribute to the Troops, Carmella ha preso parte ad un Triple threat match che includeva anche Charlotte Flair e Ruby Riott, ma è stato vinto dalla Flair. Nella puntata di SmackDown del 2 gennaio 2018 Carmella, Natalya e Tamina sono state sconfitte dalla Riott Squad (Liv Morgan, Ruby Riott e Sarah Logan). Il 23 gennaio, Carmella prende parte alla prima edizione del Mixed Match Challenge in coppia con Big E, ma sono stati sconfitti al primo turno da Asuka e The Miz. Il 28 gennaio, alla Royal Rumble, Carmella ha partecipato all' omonimo match femminile entrando col numero 17, ma è stata eliminata da Nikki Bella. Nella puntata di SmackDown del 30 gennaio, Carmella ha provato ad incassare il Money in the Bank su Charlotte Flair, ma la campionessa ha colpito l'arbitro, impedendogli di consegnare la valigetta e costringendo Carmella a fuggire via. Nella puntata di SmackDown del 6 marzo, Carmella è stata sconfitta da Becky Lynch. L'11 marzo, a Fastlane, Carmella e Natalya hanno sconfitto Becky Lynch e Naomi. Nella puntata di SmackDown del 13 marzo, Carmella ha sconfitto Naomi. L'8 aprile, nel Kick-off di WrestleMania 34, Carmella ha partecipato alla prima edizione della WrestleMania Women's Battle Royal, ma è stata eliminata da tutte le altre partecipanti.

#### SmackDown Women's Champion (2018)

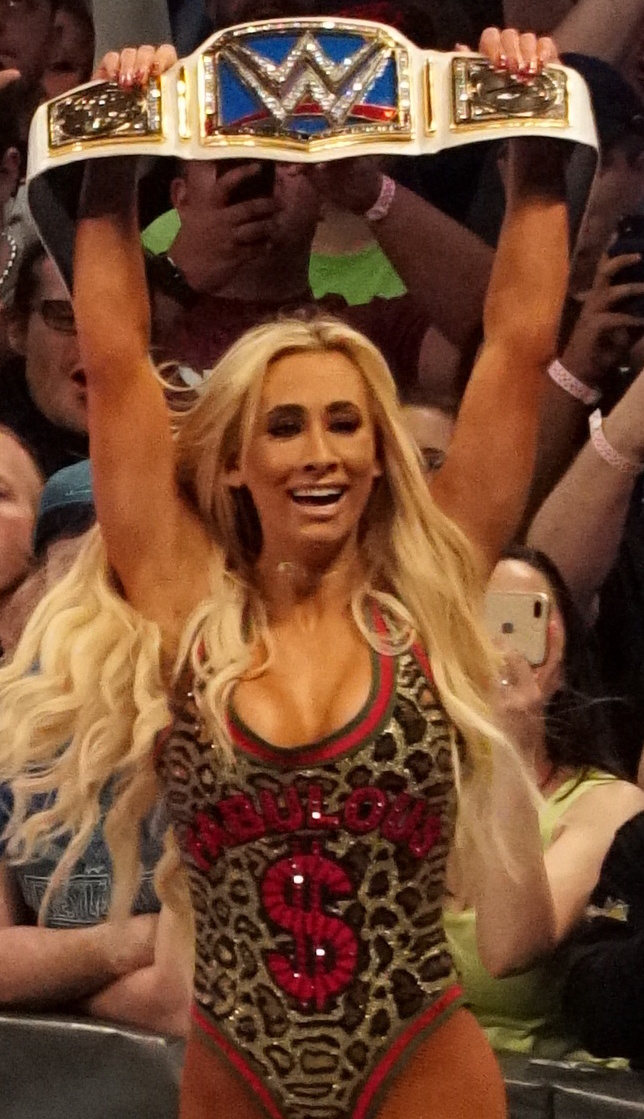
Carmella con il WWE SmackDown Women's Championship nel 2018

Nella puntata di SmackDown del 10 aprile, Carmella ha incassato con successo il Money in the Bank sconfiggendo Charlotte Flair in pochi secondi, la quale era stata brutalmente attaccata dalle debuttanti IIconics (Billie Kay e Peyton Royce), conquistando così lo SmackDown Women's Championship per la prima volta. Nella puntata di SmackDown del 1º maggio, Carmella e le IIconics sono state sconfitte da Asuka, Becky Lynch e Charlotte Flair. Il 6 maggio, a Backlash, Carmella ha difeso con successo il titolo contro Charlotte Flair. Nella puntata di SmackDown del 12 giugno Carmella, Mandy Rose, Sonya Deville e le IIconics sono state sconfitte da Asuka, Becky Lynch, Charlotte Flair, Lana e Naomi. Il 17 giugno, a Money in the Bank, Carmella ha difeso con successo il titolo contro Asuka grazie all'intervento del rientrante James Ellsworth. Il 15 luglio, a Extreme Rules, Carmella ha difeso con successo il titolo contro Asuka per la seconda volta in un match in cui James Ellsworth è stato rinchiuso in una gabbia per squali sospesa sul ring. Nella puntata di SmackDown del 24 luglio, Carmella è stata sconfitta da Becky Lynch in un match non titolato. Nella puntata di SmackDown del 31 luglio, Carmella è stata sconfitta da Charlotte Flair in un match non titolato. Il 19 agosto, a SummerSlam, Carmella ha perso il titolo contro Charlotte Flair in un Triple Threat match che includeva anche Becky Lynch, dopo 131 giorni di regno.
Nella puntata di SmackDown del 28 agosto, Carmella ha affrontato la neocampionessa Charlotte Flair nella rivincita titolata di SummerSlam, ma è stata sconfitta.

#### Alleanza con R-Truth (2018-2019)
A partire dalla puntata di SmackDown del 4 settembre, Carmella ha iniziato ad accompagnare R-Truth durante i suoi match, tornando quindi dalla parte dei buoni; la coppia ha preso poi parte alla seconda edizione del Mixed Match Challenge, prendendo il nome di Fabulous Truth. Il 25 settembre, al Mixed Match Challenge, i Fabulous Truth sono stati sconfitti da Asuka e The Miz nel loro primo match. Nella puntata di SmackDown del 2 ottobre, Carmella e R-Truth hanno sconfitto Andrade "Cien" Almas e Zelina Vega in un Mixed Tag Team match. Il 9 ottobre, al Mixed Match Challenge, i Fabulous Truth sono stati sconfitti da Charlotte Flair e AJ Styles. Il 28 ottobre, ad Evolution, Carmella ha partecipato alla 20-Women Battle Royal match dove la vincitrice avrebbe guadagnato una title-shot dal suo roster di appartenenza, ma è stata eliminata da Ember Moon. Il 6 novembre, al Mixed Match Challenge, i Fabulous Truth sono stati sconfitti da Naomi e Jimmy Uso. Il 18 novembre, alle Survivor Series, Carmella ha preso parte al 5-on-5 Traditional Survivor Series Women's Elimination match contro il Team Raw, ma è stata eliminata da Bayley, mentre il suo team è stato sconfitto. Il 20 novembre, al Mixed Match Challenge, i Fabulous Truth hanno sconfitto Lana e Rusev, qualificandosi per i play-off. Nella puntata di Smackdown del 27 novembre, Carmella ha preso parte a una Battle Royal match dove la vincitrice sarebbe stata aggiunta nel match tra la Smackdown Women's Champion Becky Lynch e Charlotte Flair a TLC: Tables, Ladders & Chairs per lo SmackDown Women's Championship, ma è stata eliminata da Asuka. Il 4 dicembre, al Mixed Match Challenge, i Fabulous Truth hanno sconfitto Charlotte Flair e Jeff Hardy (che sostituiva AJ Styles per infortunio), avanzando in semifinale. L'11 dicembre, al Mixed Match Challenge, i Fabulous Truth hanno sconfitto Asuka e The Miz, vendicandosi della sconfitta subita in precedenza ed avanzando nella finale che si terrà a TLC: Tables, Ladders & Chairs. Il 16 dicembre, a TLC: Tables, Ladders & Chairs, i Fabulous Truth hanno sconfitto Alicia Fox e Jinder Mahal nella finale del Mixed Match Challenge, guadagnandosi di diritto l'ingresso alla Royal Rumble con il numero 30. Nella puntata di SmackDown del 18 dicembre, i Fabulous Truth sono stati sconfitti da Mandy Rose e The Miz in un Mixed Tag Team match, a causa di una distrazione di Mandy. Nella puntata di SmackDown dell'8 gennaio 2019, Carmella ha partecipato ad un Triple Threat match che includeva anche Becky Lynch e Charlotte Flair con in palio la possibilità di affrontare Asuka alla Royal Rumble per lo SmackDown Women's Championship, ma il match è stato vinto da Becky. Il 27 gennaio, alla Royal Rumble, Carmella, come previsto, è entrata nella rissa reale femminile con il numero 30, resistendo 7 minuti circa ed eliminando (insieme a Bayley) Alexa Bliss, ma viene eliminata da Charlotte Flair. Nella puntata di Smackdown del 29 gennaio, è all'angolo di R-Truth sia quando egli vince lo United States Championship in un match contro il precedente campione Shinsuke Nakamura, sia quando lo difende con successo la stessa sera contro Rusev. Nlella puntata di Smackdown del 5 febbraio viene annunciata, insieme a Naomi, come l'ultima coppia ad essere ammessa nell'Elimination Chamber match valido per i Women's Tag Team Championship da disputarsi nell'omonimo ppv; inoltre, la stessa sera, partecipa insieme a Naomi in un Triple threat Tag team match che includeva anche le IIconics (Billie Kay e Peyton Royce) e la coppia composta da Mandy Rose e Sonya Deville, con queste ultime che vincono il match. Nella puntata di SmackDown del 12 febbraio, avviene il rematch dove questa volta Carmella e Naomi ne escono come vincitrici. Il 17 febbraio, a Elimination Chamber, Carmella e Naomi sono state sconfitte da Bayley e Sasha Banks (Raw), The IIconics (Billie Kay e Peyton Royce) (SmackDown), Mandy Rose e Sonya Deville (SmackDown), Nia Jax e Tamina (Raw) e la Riott Squad (Liv Morgan e Sarah Logan) (Raw) nell'Elimination Chamber match, vinto da Bayley e Sasha, le quali diventano le prime detentrici dei Women's Tag Team Championships. Il 7 aprile, nel Kick-off di WrestleMania 35, Carmella ha vinto la seconda edizione della WrestleMania Women's Battle Royal, eliminando per ultima Sarah Logan. Nella puntata di SmackDown del 16 aprile, Carmella è stata sconfitta da Charlotte Flair. Nella puntata di SmackDown del 30 aprile, viene annunciato che Carmella prenderà parte al Money in the Bank Ladder match nell'omonimo pay-per-view. Nella puntata di SmackDown del 7 maggio, Carmella e Ember Moon sono state sconfitte da Mandy Rose e Sonya Deville. Il 19 maggio, a Money in the Bank, Carmella ha partecipato al Money in the Bank Ladder match che includeva anche Bayley, Dana Brooke, Ember Moon, Mandy Rose, Naomi, Natalya e Nikki Cross, ma il match è stato vinto dalla prima. Nella puntata di SmackDown del 21 maggio, il match fra Carmella e Mandy Rose viene interrotto a seguito dell'intervento di diverse superstars sul ring, intente a rincorrere R-Truth, che aveva da poco conquistato il nuovo 24/7 Championship. Nella puntata di SmackDown del 28 maggio, si verifica il re-match fra le due, dove prevale la Rose grazie ad una distrazione di Sonya Deville. Nella puntata di SmackDown del 4 giugno, Carmella interviene durante un segmento di A Moment of Bliss fra la host Alexa Bliss e la SmackDown Women's Champion Bayley, ma poco dopo sopraggiunge Charlotte Flair la quale comunica che le tre si sfideranno in un match la cui vincitrice sarà la nuova contendente al titolo femminile di SmackDown a Stomping Grounds; verso la fine del match, Carmella viene distratta da Mandy Rose e Sonya Deville, permettendo così alla Bliss di aggiudicarsi la contesa. Nella puntata di SmackDown dell'11 giugno, Carmella è stata sconfitta da Sonya Deville, dopo le diverse distrazioni provocate da Mandy Rose, continuando quindi la faida che parte da Money in the Bank dove Carmella si era infortunata (storyline) proprio a causa della Rose. Nella puntata di Raw del 1º luglio, Carmella interrompe Alexa Bliss e Nikki Cross durante A Moment of Bliss, accusando la Bliss di usare Nikki e la sfida in un match, dove Carmella vince con un roll-up dopo pochi secondi; la Cross non ci sta e affronta Carmella, dove la Princess of State Island viene sconfitta. Nella puntata di SmackDown del 9 luglio, Carmella è stata sconfitta da Nikki Cross. Nella puntata di Raw del 15 luglio, Carmella prende parte ad un Fatal-4-Way-Elimination match per decretare la nuova contendente al Raw Women's Championship di Becky Lynch che include anche Alexa Bliss, Naomi e Natalya, ma è stata eliminata per prima dalla Bliss. Nella puntata di Raw del 29 luglio, Carmella e R-Truth battono Drake Maverick e Renee Michelle in un Mixed Tag Team match valevole per il 24/7 Championship; a fine match, Truth perde il titolo ai danni di Mike Kanellis.
Nella puntata di SmackDown del 17 settembre, Carmella fa il suo ritorno dopo qualche settimana di stop, salvando Charlotte Flair da un attacco di Sasha Banks e della SmackDown Women's Champion Bayley, mettendole alla fuga. Nella puntata di Raw del 23 settembre, Carmella ha schienato R-Truth conquistando il 24/7 Championship per la prima volta. Nella puntata di SmackDown del 24 settembre, Carmella e Charlotte Flair sono state sconfitte da Bayley e Sasha Banks. Nella puntata di SmackDown del 4 ottobre, Carmella ha perso il titolo contro il rapper Marshmello, per poi riconquistarlo poco dopo per la seconda volta. Il 6 ottobre, a Hell in a Cell, Carmella ha perso il titolo nel backstage contro Tamina; in seguito la colpisce con un Superkick permettendo ad R-Truth di riconquistare il titolo. Nella puntata di Raw del 14 ottobre, l'alleanza fra Carmella e R-Truth termina quando quest'ultimo viene trasferito nel brand di Raw, mentre Carmella rimane in quello di SmackDown.

#### Varie faide (2019-2020)
Nella puntata di SmackDown del 18 ottobre, Carmella ha preso parte ad un Six-pack Challenge match che comprendeva anche Dana Brooke, Lacey Evans, Mandy Rose, Nikki Cross e Sonya Deville per decretare la contendente nº1 allo SmackDown Women's Championship di Bayley, ma la contesa è stata vinta dalla Cross. Nella puntata di SmackDown del 1º novembre, Carmella e Dana Brooke vengono attaccate brutalmente nel backstage da Bianca Belair (appartenente al roster di NXT). Nella puntata di SmackDown dell'8 novembre, Carmella e Dana Brooke hanno sconfitto le Fire & Desire (Mandy Rose e Sonya Deville), guadagnandosi un posto nel Team SmackDown capitanato da Sasha Banks alle Survivor Series per il 5-on-5-on-5 Traditional Survivor Series Women's Elimination match contro i roster di Raw e di NXT. Nella puntata di SmackDown del 15 novembre Carmella, Dana Brooke, Nikki Cross e Sasha Banks hanno sconfitto Dakota Kai, Mia Yim, Rhea Ripley e Tegan Nox (tutte appartenenti al roster di NXT). Nella puntata di NXT del 20 novembre, Carmella fa un'apparizione durante una rissa che vede coinvolte le superstars dei tre roster, terminata con Nikki Cross che fa piazza pulita sul ring. Il 24 novembre, alle Survivor Serier, il Team SmackDown (Sasha Banks, Carmella, Dana Brooke, Lacey Evans e Nikki Cross) è opposto al Team Raw (Charlotte Flair, Asuka, Kairi Sane, Natalya e Sarah Logan) e al Team NXT (Rhea Ripley, Candice LeRae, Io Shirai, Bianca Belair e Toni Storm) in un 5-on-5-on-5 Traditional Survivor Series Women's Elimination match, dove Carmella viene eliminata dalla Flair; alla fine, il Team NXT conquista la contesa. Nella puntata di SmackDown del 20 dicembre, Carmella ha sconfitto Sonya Deville. Nella puntata di SmackDown del 27 dicembre, Carmella ha sconfitto anche Mandy Rose. Nella puntata di SmackDown del 24 gennaio 2020, Carmella viene intervistata nel backstage insieme a Dana Brooke dove annunciano la loro partecipazione nel Women's Royal Rumble match, prima di essere interrotte da un alterco fra Bayley e Lacey Evans, dove cercano di trattenere la Evans. Il 26 gennaio, alla Royal Rumble, Carmella ha preso parte alla terza edizione del Women's Royal Rumble match entrando col numero 27, ma dopo 6:36 minuti è stata eliminata da Shayna Baszler.
Nella puntata di SmackDown del 7 febbraio, Carmella prende parte ad un Fatal 4-Way match insieme ad Alexa Bliss, Dana Brooke e Naomi per determinare la contendente nº1 allo SmackDown Women's Championship detenuto da Bayley, vincendo il match e guadagnandosi tale opportunità; al termine della contesa, Bayley attacca Carmella rifilandole la sua finisher per poi posare sulla rampa stringendosi la cintura. Nella puntata di Raw del 10 febbraio, viene annunciato che nella prossima edizione di SmackDown Carmella affronterà Bayley per lo SmackDown Women's Championship. Nella puntata di SmackDown del 14 febbraio, Carmella viene intervistata nel talk show A Moment of Bliss dalla presentatrice Alexa Bliss e la co-presentatrice Nikki Cross, le quali si congratulano e poi chiedono dell'amicizia che c'era fra Carmella e Bayley, dove la Princess of State Island risponde che la causa del suo cambiamento è dovuta al ritorno di Sasha Banks, per poi essere interrotta proprio da Bayley, la quale afferma che in realtà sia dovuta al fatto che provasse pena nei suoi confronti e definendosi la campionessa di SmackDown più dominante di sempre, provocazione alla quale Carmella risponde sfidandola in un match immediato per il titolo, che si conclude con la vittoria di Bayley, la quale rimane campionessa scorrettamente utilizzando le corde durante il conteggio, per poi essere attaccata alle spalle da Bayley, salvata poi dall'intervento di Naomi ed insieme mettono fuori gioco la detentrice del titolo; successivamente, Carmella e Naomi cercano di ottenere una sfida titolata e viene annunciato che la settimana successiva si sfideranno in un match dove la vincitrice affronterà Bayley a Super ShowDown. Nella puntata di SmackDown del 21 febbraio, Carmella è stata sconfitta da Naomi, la quale affronterà Bayley a Super ShowDown, che durante il match ha cercato di interferire contro Naomi ed è stata allontanata dall'arbitro. Nella puntata di SmackDown del 6 marzo, Carmella e Dana Brooke sono state sconfitte dalle Fire & Desire (Mandy Rose e Sonya Deville), a causa di una distrazione di Dolph Ziggler, che ha permesso a Mandy di schienare la Brooke. Nella puntata di SmackDown del 10 aprile, Carmella e Dana Brooke approcciano Alexa Bliss e Nikki Cross nel backstage chiedendo un match valevole per i Women's Tag Team Championship, venendo accolte da tale richiesta. Nella puntata di SmackDown del 24 aprile, Carmella e Dana Brooke hanno sfidato Alexa Bliss e Nikki Cross per i Women's Tag Team Championship, ma sono state sconfitte. Nella puntata di SmackDown del 1º maggio, Carmella ha sconfitto Mandy Rose, a causa di una distrazione di Sonya Deville, qualificandosi per il Women's Money in the Bank Ladder match che si terrà a Money in the Bank. Nella puntata di SmackDown dell'8 maggio, Carmella e Dana Brooke vengono intervistate nel backstage, Carmella parla dell'imprevedibilità del Ladder match e nessuno sa cosa aspettarsi, ricorda poi di aver già vinto due volte la valigetta e che presto farà capire a tutti che Mella is Money. Il 10 maggio, a Money in the Bank, Carmella prende parte al Women's Money in the Bank Ladder match insieme a Lacey Evans, Dana Brooke, Shayna Baszler, Nia Jax e Asuka, dove quest'ultima riesce a staccare la valigetta. In seguito si prende una pausa di circa sei mesi a causa della pandemia di COVID-19.

#### The Untouchable e varie faide (2020-2023)
Carmella fa il suo ritorno a SmackDown nella puntata del 6 novembre 2020, attaccando la campionessa Sasha Banks al termine di un match vinto contro Bayley, effettuando contestualmente un turn heel. Tra le 2 inizia una rivalità che include qualche match titolato, tutti vinti dalla Boss, e il coinvolgimento di Reginald, somelier personale di Carmella.

#### Alleanza con Queen Zelina (2021-2022)
Per effetto del Draft, passò al roster di Raw. Successivamente, prese parte al Queen's Crown Tournament ma, dopo aver eliminato Liv Morgan, venne sconfitta ed eliminata nei quarti da Zelina Vega. Nella puntata di Raw del 22 novembre Carmella e Queen Zelina vinsero il Women's Tag Team Championship sconfiggendo Nikki A.S.H. e Rhea Ripley. Nella puntata di Raw del 3 gennaio Carmella e Queen Zelina mantennero le cinture contro Nikki e Rhea. A WrestleMania 38, Carmella e Queen Zelina difesero le cinture contro Liv Morgan e Rhea Ripley, Sasha Banks e Naomi e Natalya e Shayna Bazler in un Fatal four-way tag team match ma il match è stato vinto da Naomi e dalla Banks, che divennero quindi le nuove campionesse. Nella puntata di Raw del 4 aprile Queen Zelina accusa Carmella di essere la causa della perdita dei loro titoli e la attacca, segnando così la fine della loro alleanza.
Il 21 febbraio 2025, dopo quasi due anni di assenza dal ring (causa della gravidanza e un grave infortunio), viene annunciato che il contratto di Carmella era scaduto.

## Vita privata
Leah Van Dale è la figlia di Paul Van Dale, un ex wrestler che lavorava nella World Wrestling Federation durante gli anni novanta. 
È sposata con Corey Graves, ex wrestler e commentatore di Raw. I due sono convolati a nozze l'8 aprile 2022 e hanno avuto un figlio, Dimitri Paul, nato l'anno successivo.

## Personaggio

### Mosse finali
- Code of Silence (Modified triangle choke)
- Fabulous Superkick (Superkick)
- Mella Buster (Facebuster)
- Float-Over Mella Buster (Facebuster)

### Soprannomi
- "The Diva"
- "Ms. Money in the Bank"
- "The Fabulous"
- "The Most Beautiful Woman in all of WWE"
- "The Princess of Staten Island"
- "The Untouchable"
- "The Bombshell"

## Titoli e riconoscimenti
- Pro Wrestling Illustrated

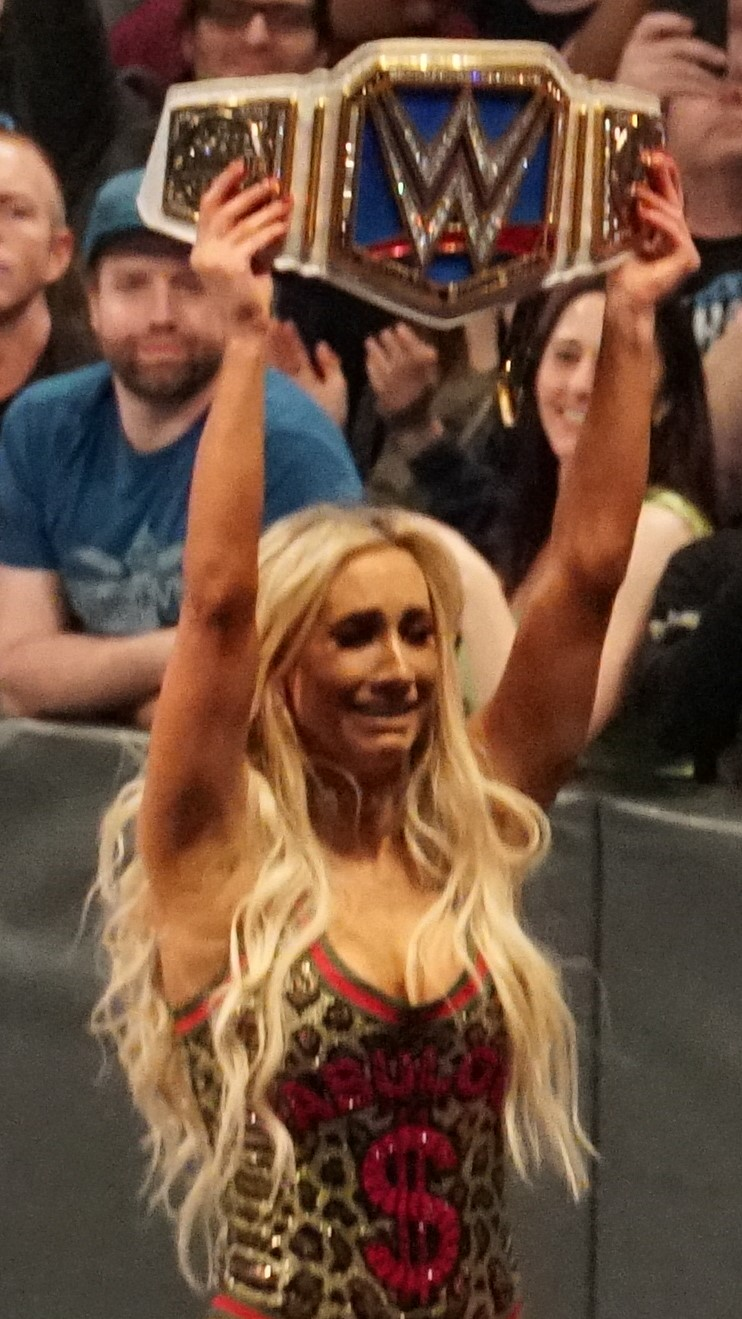
Carmella con lo SmackDown Women's Championship, titolo che ha vinto una volta con 131 giorni di regno

  - 7ª tra le 50 migliori wrestler femminili nella PWI Female 50 (2018)[7]

- Sports Illustrated
  - 23ª tra le 30 migliori wrestler femminili dell'anno (2018)

- WWE
  - WWE 24/7 Championship (2)
  - WWE SmackDown Women's Championship (1)
  - WWE Women's Tag Team Championship (1)[3] – con Queen Zelina
  - Women's Money in the Bank (edizione 2017)
  - WrestleMania Women's Battle Royal di WrestleMania 35 (2019)
  - Mixed Match Challenge (edizione 2018) – con R-Truth